# Alexander Wladimirowitsch Eiduk
Alexander Wladimirowitsch Eiduk (* 1886 in Odziena, Gouvernement Livland, Russisches Kaiserreich ; † 28. August 1938 in Kommunarka bei Moskau, Sowjetunion) war ein lettischer, bolschewistischer Revolutionär und Mitglied der sowjetischen Geheimpolizei Tscheka, GPU und NKWD. 1938 wurde er Opfer der Stalinschen „Säuberungen“.

## Leben
Eiduk trat bereits 1903 der SDAPR (B) bei und gehörte damit zu den ältesten Veteranen der Regierungspartei der Sowjetunion. Nach der Revolution von 1905 ging er ins Exil.
1918 war Alexander Eiduk Offizier der Kremlwache und trat später in die Tscheka ein. Der Einsatz, den er während der Russischen Revolution zeigte, machte ihn zu einem gefeierten Helden. Andererseits wurde er bei einer Anhörung vor dem Kongress der Vereinigten Staaten im selben Jahr zusammen mit Jakow Peters von dem amerikanischen Diplomaten Roger E. Simmons als das „blutrünstigste Monster in Russland“ bezeichnet. Simmons war selbst für kurze Zeit in einem Gefängniswaggon inhaftiert gewesen. Dieser war an Eiduks Privatzug angekuppelt, zu dem ein Waggon gehörte, der einst für Zar Nikolaus II. eingerichtet worden war und in dem nun Eiduk lebte. Eiduk gehörte zur Leitung der Tscheka und war als „der Hinrichter“ bekannt. Die Exekutionen von vielen Offizieren der Weißen Armee hatte er mit der eigenen Schusswaffe vorgenommen. Anders als die intellektuellen Parteioberen im Dreiteiler gehörte er zu den Lederjacken-Grobianen. Er war von Juni 1919 an Vorsitzender der Zentralstelle für Kriegsgefangene (Centroplenbeš), die vom folgenden Jahr an Zentralverwaltung für die Evakuierung der Bevölkerung (Centroévaka) genannt wurde.
Die Russische Hungersnot von 1921 führte zur Ankunft von Personen ausländischer Hilfsorganisationen, denen nach Ablösung von Johann Palmer als bevollmächtigter Vertreter der russischen Regierung Alexander Eiduk präsentiert wurde. Seine Funktion war die eines Polizisten und zum Leidwesen der American Relief Administration (ARA) nahm er mit seinem umfangreichen Personal Räume in deren Moskauer Hauptquartier (Spridonovka-Straße 30) in Anspruch. Er befahl eine strenge Überwachung der ARA und ihrer russischen Angestellten. In der oberen Verwaltungsebene hatte er selbst keine Erfahrung und auch kein Können erworben. Aber er schätzte funktionierende Abläufe und leistete seinen Beitrag, indem er der ARA den Weg durch die sowjetische Bürokratie ebnete.
Eine Krise in der Zusammenarbeit mit der ARA ergab sich bald dadurch, dass die Sowjetregierung ein größeres Interesse am Transport von Saatgut hatte, während die ARA zuerst Lebensmittel liefern wollte, um so das Saatgut vor dem Verzehr zu bewahren. Eiduk meinte, seine Leute hätten alles unter Kontrolle, aber am Eisenbahnknotenpunkt Balaschow hingen 1.100 Waggonladungen Mais fest – die ARA drohte mit dem Abbruch der Hilfsaktion. Kamenew bat daraufhin zu einer Konferenz, Eiduk wurde auf den richtigen Weg gewiesen und der Volkskommissar für Transport, Feliks Dzierżyński persönlich, musste mit der Bereitstellung von Waggons das Transportproblem lösen. Eiduk wurde als Bevollmächtigter gegenüber der ARA von Karl Lander abgelöst.
Für Eiduk führte der Kontakt mit der ARA auch zur Bekanntschaft mit Willi Münzenberg, der mit der Aufgabe betraut war, dem „schlechten Eindruck“ abzuhelfen, den der Erfolg der ausländischen Hilfe den Sowjets eingebracht hatte. Eine Begebenheit aus dem Sommer 1933 schilderte Babette Gross in ihrer Münzenberg-Biographie, als sie mit ihm und Eiduk in die Nähe von Schelkowo chauffiert wurde, um dort die Baustelle eines Teilstücks des Moskwa-Wolgakanals zu besichtigen – mit Arbeitern aus einem von Eiduk geleiteten Lager. Was den Menschen geschah, war für den Propagandisten qualvoll anzusehen, der immer stiller wurde, „während Eiduck, der alte Bolschewik, der verdiente Bürgerkriegskämpfer, der zum KZ-Aufseher avanciert war“, ihnen stolz sein Lager vorführte.
Im Jahr 1938 wurde Alexander Eiduk im Zuge der Lettischen Operation des Großer Terrors hingerichtet. 1956 wurde Eiduk juristisch rehabilitiert.

## Schriften
- Die russische Hungersnot 1921–1922 und ihre Bekämpfung im Lichte der Tatsachen. Vereinigung internationaler Verlagsanstalten, Berlin 1922.

### Russisch
- W. A. Gontscharow, A. I. Kokurin (Hrsg.): dt. etwa: Oktober-Gardisten. Die Rolle der Völker der baltischen Staaten bei der Errichtung und Stärkung des bolschewistischen Regimes. Indrik Moskau 2009, ISBN 978-5-91674-014-1 (russisch В.А. Гончаров, А.И. Кокурин: Гвардейцы Октября. Роль коренных народов стран Балтии в установлении и укреплении большевистского строя.)

### Englisch
- Bertrand M. Patenaude: The Big Show in Bololand. The American Relief Expedition to Soviet Russia in the Famine of 1921. Stanford University Press, Stanford 2002, ISBN 0-8047-4493-9
- Stephen Koch: Double Lives. Spies and Writers in the Secret Soviet War of Ideas Against the West. The Free Press, New York u. a. 1993, ISBN 978-0-02-918730-2
- Benjamin Murry Weissman: Herbert Hoover and Famine Relief to Soviet Russia. 1921–1923. Hoover Institution Press, Stanford 1974, ISBN 0-8179-1341-6
- Douglas Smith: The Russian Job. The Forgotten Story of How America Saved the Soviet Union from Famine, Picador, London 2019, ISBN 978-1-5098-8289-2